# Neukatzwang
Neukatzwang (fränkisch: Naikadswang bzw. Naikohdsba)  ist ein Gemeindeteil der kreisfreien Stadt Nürnberg. Neukatzwang ist zugleich die Bezeichnung für den Statistischen Distrikt 483, der zum Statistischen Bezirk 48 (Katzwang, Reichelsdorf Ost, Reichelsdorfer Keller) gehört. Er umfasst auch den nördlichen Teil von (Alt-)Katzwang.

## Lage
Die Siedlung ist mit Reichelsdorfer Keller im Norden und Katzwang im Süden zusammengewachsen. Am Westrand der Siedlung fließt die Rednitz, am Ostrand verläuft der Main-Donau-Kanal. Die Staatsstraße 2407 führt nach Reichelsdorf zur Bundesstraße 2 (2,6 km nordwestlich) bzw. den Kanal überbrückend nach Kornburg (3,5 km östlich).

## Straßen in Neukatzwang
- Albert-Schweitzer-Str.
- Alfons-Stauder-Str.
- Alsterstr.
- Am Pointgraben
- Amundsenstr.
- Bebelstr.
- Bierleite
- Cottbuser Str.
- Elbestr.
- Galileistr.
- Gubener Str.
- Im Humpengarten
- In der Mühlleite
- Insterburger Str.
- Kamenzer Str.
- Karl-Kaspar-Str.
- Kloster-Ebrach-Str.
- Kurlandstr.
- Lausitzer Str.
- Lindenäckerweg
- Marienburger Str.
- Memelstr.
- Moldaustr.
- Nobilestr.
- Rubensstr.
- Sauerbruchstr.
- Senftenberger Str.
- Sommerfelder Weg
- Spreestr.
- Stadtweg
- Tilsiter Str.
- Weiherhauser Str.

## Geschichte
Nach 1918 wurde die Siedlung Neukatzwang auf dem Gemeindegebiet von Katzwang angelegt, ab 1924 erfolgte der Ausbau. Am 1. Juli 1972 wurde Neukatzwang im Zuge der Gebietsreform in Bayern nach Nürnberg eingemeindet.

### Einwohnerentwicklung
| Jahr        | 001950 | 001961 | 001970 | 001987 | 001997 |
| Einwohner   | 445    | 741    | 2024   | *      | 4977   |
| Wohngebäude | 75     | 147    |        | *      | 1999   |
| Quelle      | [ 8 ]  | [ 9 ]  | [ 10 ] | [ 11 ] | [ 1 ]  |

## Religion
Die Protestanten sind nach Katzwang gepfarrt, die Katholiken sind nach St. Marien (Neukatzwang) gepfarrt.